# Este loco verano
 Este loco verano  es una película filmada en colores de Argentina dirigida por Fernando Arce (Fred Carneano)  según su propio guion que se estrenó el 3 de septiembre de 1970 y que tuvo como protagonistas a Los Iracundos, Eduardo Fasulo, Roberto Carnaghi y Eddie Pequenino. Tuvo como título alternativo el de Este verano con Los Iracundos . Fue el debut en cine de Roberto Carnaghi y de Carlos Sorín. Fue la segunda película del mundo dedicada a un conjunto musical en exclusividad, la primera había sido con los Beatles, y la primera en su tipo en Latinoamérica.
Para el estreno en el cine Ocean, de la calle Lavalle, hubo una disparatada puesta en escena "en vivo" de sus protagonistas por las calles aledañas y frente al cine, que incluía persecución de autos y tiroteos con pistolas y ametralladoras de fogueo.
Fue filmado parcialmente en Bolivia, Punta del Este y en distintos lugares del interior de Argentina.

## Sinopsis
Un grupo pop es perseguido por una banda de delincuentes que quiere apoderarse del botín proveniente de un robo.

## Producción
A comienzos de 1969 un grupo empresario en el Uruguay tuvo la  idea de hacer una película con Los Iracundos, que era la banda musical más popular y taquillera del momento. Como uno de los éxitos el conjunto era el tema Puerto Montt, buscaron en Chile otros interesados que, atraídos por la posibilidad de mostrar los paisajes de la localidad de ese nombre, participaran en la producción. Obtenida esta participación buscaron el guionista y la productora que realizara la película, contactándose con Top Level, una productora de filmes publicitarios galardonada con  premios internacionales que realizaba las publicidades más reconocidas. cuyos dueños eran los cineastas Fernando Arce y Alberto Fisherman, que contaba con los medios humanos y técnicos para el emprendimiento. Se comenzó la filmación pero, a poco, el grupo empresario uruguayo-chileno, por motivos ajenos al film se retira y queda Top Level embarcada en una aventura de difícil pronóstico. Después de muchas consultas con su equipo, Arce y Fisherman decidieron que la película siguiera adelante con la dirección de Arce bajo el seudónimo de Fred Carneano. Para bajar los costos se convocó a colaborar a figuras amigas que visitaban las oficinas, se pidieron escenarios a relaciones amigas y se enfocó la realización como un corto publicitario, para lo cual se modificó el libreto  adecuándolo a las nuevas circunstancias.
Entre los amigos participantes estuvieron  el electricista del equipo Carlos Ricci y el sonidista Pepe Gramattico, más las modelos y artistas Mirtha Tessolin, Margarita Amuchástegui y Liliana Fernández Blanco. Otro amigo era el escritor Carlos Lesca, quien hizo un par de escenas como extra a cara descubierta y fue el que estaba debajo de la máscara del "Lobizón".
En un par de secuencia aparece Edgardo Cozarinsky, el escritor y cineasta que al año siguiente  realizaba su primer filme Puntos suspensivos, que no pudo estrenarse en Argentina por la censura pero fue exhibido y reconocido en Europa. Otro que aparece en el film es el pionero del rock nacional argentino Carlos Mellino, como el delincuente  que le "roba" la muela de oro a un cliente, entre otras tantas escenas, quien ese mismo año de 1970 arrancó con esa banda histórica que fue Alma y Vida. La filmación se extendió por el inusual lapso de 7 meses.

## La filmación en General Rodríguez
Otras medidas para disminuir gastos fueron los cambios de locaciones. En lugar de los escenarios en África, se recurrió a las relaciones y se obtuvieron las instalaciones de Sunset, una boite de moda en ese momento que tenía las palmeras y el ambiente tropical. La escena de Puerto Montt, se hizo en los estudios de Baires, en la localidad de Don Torcuato, donde Los Iracundos casi quedan sepultados de tanta nieve artificial que le tiraban desde arriba. La escena en donde están en el "baño turco", se hizo en el Hotel Castelar en el centro de Buenos Aires y, dada la intensidad del calor, durante las horas que duró esa filmación los actores, los integrantes de la banda y los técnicos trabajaron con simples toallas y toallones.
Para el recital que en la película debían hacer ante una gran concurrencia los Iracundos se analizaron varias posibilidades y finalmente se eligió al Club Leandro N. Alem de la ciudad de General Rodríguez, que los recibió complacido. Para evitar el pago a los 300 extras que requería la escena, unos días antes, se anunció  mediante afiches la "actuación gratuita" de Los Iracundos en el Club Alem. A medida que llegaba la gente se les explicaba que estaban rodando la película de la banda y cuáles eran las indicaciones a seguir.
Durante la filmación en el Club, que duró varias horas, Los Iracundos cantaron el tema Un domingo cualquiera para el filme y luego varias otras de sus canciones más conocidas para un público delirante. Es así como esa secuencia - bastante larga pue son casi diez minutos- muestra a una concurrencia enfervorizada saltando y cantando junto a sus ídolos.
Como estaban en una ciudad rodeada de campos, alguien del equipo tuvo la idea de incluir en el libreto, a la figura mítica del "Lobizón", quien luego se convirtió en uno de los personajes principales de la película, y así se lo vio corriendo a las modelos por las calles de General Rodríguez, ante la atónita mirada de la gente que no entendía absolutamente nada.

## Reparto
- Los Iracundos
- Eduardo Fasulo
- Roberto Carnaghi
- Eddie Pequenino
- Raúl Ricutti
- Emilio Vidal
- Mirtha Tessolin
- Carlos Lesca
- Margarita Amuchástegui
- Eduardo Franco

## Comentarios
Clarín dijo:

”Todo se exagera, todo se complica inútilmente.”

J.H.S. opinó en La Prensa:

”Es una muestra primaria que aspira a la farsa cómica y al espectáculo musical, sin alcanzar relieve en ninguno de los dos aspectos.”

Manrupe y Portela escriben:

”Intento de hacer lo mismo que hizo Richard Lester con The Beatles… pero sin Lester y sin los Beatles. Queda como uno de esos films típicos de la época, confundiendo psicodelia con cine sin razón.”